# رافينيا (لاعب كرة قدم مواليد 1985)
مارسيو رافاييل فيريرا دي سوزا (بالبرتغالية: Marcio Rafael Ferreira de Souza‏) (مواليد 7 سبتمبر 1985 في لوندرينا - البرازيل) المعروف برافينيا (بالبرتغالية: Rafinha‏)، هو لاعب كرة قدم برازيلي يلعب حاليًا لصالح نادي غريميو البرازيلي منذ 2021 في مركز الظهير الأيمن.

## روابط خارجية
- رافينيا على موقع الاتحاد الدولي (مؤرشف)  (الإنجليزية)
- رافينيا على موقع الاتحاد الأوربي (الإنجليزية)
- رافينيا على موقع قاعدة بيانات كرة القدم.إي يو (الإنجليزية)
- رافينيا على موقع بيانات كرة القدم. دي إي (الألمانية)
- رافينيا على موقع ليكيب (الفرنسية)
- رافينيا على موقع ناشيونال فوتبول تيمز (الإنجليزية)
- رافينيا على موقع Soccerbase.com (لاعب) (الإنجليزية)
- رافينيا على موقع Soccerway.com (الإنجليزية)
- رافينيا على موقع عالم كرة القدم.نت (الإنجليزية)
- رافينيا على موقع كووورة